# Makréch (obchtina)
La commune de Makréch (en bulgare Община Макреш - Obchtina Makréch) est située dans le nord-ouest de la Bulgarie.

## Géographie
La commune de Makréch est située dans le nord-ouest de la Bulgarie, le long de la frontière avec la Serbie et à 185 km au nord-nord-ouest de la capitale Sofia.
Son chef-lieu est la ville de Makréch et elle fait partie de la région administrative de Vidin.

## Administration

### Structure administrative
La commune compte 7 villages :
| - village de Kiréévo - village de Makréch - village de Podgoré - village de Rakovitsa - village de Tolovitsa | - village de Tsar Chichmanovo - village de Valtchék |

### Maires
- 1995-1999 Péro Vassilév (Coalition préélectorale PSB - UAAS - CPE)
- 1999-2003 Ivan Valtchév (EGB)
- 2003-2007 Ivan Valtchév (NG)
- 2007-20.. Ivan Valtchév (Liste d'union PSB - UPA)